# Віоріка Йожа
Віоріка Йожа (26 лютого 1962) — румунська академічна веслувальниця.
Олімпійська чемпіонка 1984 року в складі розпашної четвірки зі стерновою, срібна призерка 1984 року в складі вісімки.
Чемпіонка світу 1986 року в складі розпашної четвірки зі стерновою, срібна призерка 1983, 1985 років у складі розпашної четвірки зі стерновою.